# Odontorhabdus dentipes
Odontorhabdus dentipes es una especie de escarabajo longicornio del género Odontorhabdus, tribu Acanthomerosternoplini, orden Coleoptera. Fue descrita científicamente por Aurivillius en 1928.
El período de vuelo ocurre durante los meses de julio, agosto y septiembre.

## Descripción
Mide 4-4,5 milímetros de longitud.

## Distribución
Se distribuye por Samoa.